# Алферьево (Ярославская область)
Алфе́рьево — село в Переславском районе Ярославской области.
Население на 1 января 2007 года — 7 человек.

## История
К 1678 году село Алферьево принадлежало стряпчему Титу Константинову Непоставову.
Церковь Николая Чудотворца существовала здесь уже в 1628 году. В 1709 году построена новая церковь того же имени. В 1772 году усердием вотчинника Василия Степанова Карцова построена вторая церковь во имя Покрова Пресвятой Богородицы, тоже деревянная.
В 1814 году вместо них построен каменный храм. Престолов в нём три: в холодной во имя Покрова Пресвятой Богородицы; в приделах тёплых во имя святого Николая Чудотворца и святого Димитрия Ростовского. При церкви дома для священника и псаломщика.

## Население
| 1859 | 1905 | 1926 | 2007 | 2010 |
| ---- | ---- | ---- | ---- | ---- |
| 96   | ↘87  | ↗129 | ↘7   | ↘3   |